# Cristiano Citton
Cristiano Citton (Romano d'Ezzelino, 25 de octubre de 1974) es un deportista italiano que compitió en ciclismo en la modalidad de pista, especialista en la prueba de persecución por equipos.
Ganó tres medallas en el Campeonato Mundial de Ciclismo en Pista entre los años 1996 y 1999.
Participó en dos Juegos Olímpicos de Verano en la prueba de perseciución por equipos, ocupando el quinto lugar en Barcelona 1992 y el 11.º lugar en Sídney 2000.

## Medallero internacional
| Campeonato Mundial | Campeonato Mundial       | Campeonato Mundial | Campeonato Mundial      |
| Año                | Lugar                    | Medalla            | Competición             |
| ------------------ | ------------------------ | ------------------ | ----------------------- |
| 1996               | Mánchester (Reino Unido) | Medalla de oro     | Persecución por equipos |
| 1997               | Perth (Australia)        | Medalla de oro     | Persecución por equipos |
| 1998               | Burdeos (Francia)        | Medalla de bronce  | Persecución por equipos |